# Cranbrook (circonscription britanno-colombienne)
Pour les articles homonymes, voir Cranbrook (homonymie).
Circonscription électorale provinciale du Canada
Cranbrook est une ancienne circonscription provinciale de la Colombie-Britannique représentée à l'Assemblée législative de la Colombie-Britannique de 1903 à 1966.

## Géographie
La circonscription est située dans le sud Rocheuses dans le sillon des Rocheuses.
Les principales villes formant la circonscription étaient:
- Cranbrook
- Kimberley

Après l'élection de 1963, la circonscription est combinée avec celle de Fernie et une partie de Columbia pour former Kootenay (d'une superficie inférieure à la circonscription originale de 1871).

## Liste des députés
| Législature                                                                | Années                                                                     | Député                                                                     | Député                                                                     | Parti                                                                      |
| Cranbrook Circonscription issue East Kootenay North et East Kootenay South | Cranbrook Circonscription issue East Kootenay North et East Kootenay South | Cranbrook Circonscription issue East Kootenay North et East Kootenay South | Cranbrook Circonscription issue East Kootenay North et East Kootenay South | Cranbrook Circonscription issue East Kootenay North et East Kootenay South |
| -------------------------------------------------------------------------- | -------------------------------------------------------------------------- | -------------------------------------------------------------------------- | -------------------------------------------------------------------------- | -------------------------------------------------------------------------- |
| 10e                                                                        | 1903–1907                                                                  |                                                                            | James Horace King                                                          | Libéral                                                                    |
| 11e                                                                        | 1907–1909                                                                  |                                                                            | James Horace King                                                          | Libéral                                                                    |
| 12e                                                                        | 1909–1912                                                                  |                                                                            | Thomas Donald Caven                                                        | Conservateur                                                               |
| 13e                                                                        | 1912–1916                                                                  |                                                                            | Thomas Donald Caven                                                        | Conservateur                                                               |
| 14e                                                                        | 1916–1920                                                                  |                                                                            | James Horace King                                                          | Libéral                                                                    |
| 15e                                                                        | 1920–1922                                                                  |                                                                            | James Horace King                                                          | Libéral                                                                    |
| 15e                                                                        | 1922-1924                                                                  |                                                                            | Noel Wallinger                                                             | Conservateur                                                               |
| 16e                                                                        | 1924–1928                                                                  |                                                                            | Noel Wallinger                                                             | Conservateur                                                               |
| 17e                                                                        | 1928–1933                                                                  |                                                                            | Frank Mitchell MacPherson                                                  | Libéral                                                                    |
| 18e                                                                        | 1933–1937                                                                  |                                                                            | Frank Mitchell MacPherson                                                  | Libéral                                                                    |
| 19e                                                                        | 1937–1939                                                                  |                                                                            | Frank Mitchell MacPherson                                                  | Libéral                                                                    |
| 19e                                                                        | 1939-1941                                                                  |                                                                            | Arnold McGrath                                                             | Libéral                                                                    |
| 20e                                                                        | 1941–1945                                                                  |                                                                            | Frank William Green                                                        | Conservateur                                                               |
| 21e                                                                        | 1945–1949                                                                  |                                                                            | Frank William Green                                                        | Coalition                                                                  |
| 22e                                                                        | 1949–1952                                                                  |                                                                            | Leo Nimsick                                                                | Social-démocrate                                                           |
| 23e                                                                        | 1952–1953                                                                  |                                                                            | Leo Nimsick                                                                | Social-démocrate                                                           |
| 24e                                                                        | 1953–1956                                                                  |                                                                            | Leo Nimsick                                                                | Social-démocrate                                                           |
| 25e                                                                        | 1956–1960                                                                  |                                                                            | Leo Nimsick                                                                | Social-démocrate                                                           |
| 26e                                                                        | 1960–1963                                                                  |                                                                            | Leo Nimsick                                                                | Social-démocrate                                                           |
| 27e                                                                        | 1963–1966                                                                  |                                                                            | Leo Nimsick                                                                | Néo-démocrate                                                              |
| Circonscription abolie, voir Kootenay                                      |                                                                            |                                                                            |                                                                            |                                                                            |